# Fungiacyathus turbinolioides
Espèce
Statut CITES
Fungiacyathus turbinolioides est une espèce de coraux appartenant à la famille des Fungiacyathidae.